# 크리스치아니 주스티누
크리스치아니 주스티누(포르투갈어: Cristiane Justino)는 브라질의 종합격투기 선수다. 주로 별명인 크리스 사이보그나, 과거의 이름인 크리스치아니 산투스로 알려져 있다. 전 스트라이크포스 여자 페더급 챔피언으로 2009년 8월 15일 지나 카라노를 TKO로 이기면서 타이틀을 얻었다. 현재는 인빅타FC의 페더급 챔피언이다.
주스티누는 샌디에이고에서 살고, 미국 최고의 종합격투기 체육관 중 하나인 디 어리너(The Arena)에서 훈련한다.

## 종합격투기 경력
2011년 9월 23일 스트라이크포스 37에서 야마나카 히로코를 TKO로 이겼지만, 경기 후 단백동화 스테로이드인 스태노졸롤 양성 반응이 나와, 경기는 무효 처리되고 주스티누는 1년 동안 자격 정지되고 2500달러의 벌금을 물게 되었다.

## 개인 정보
크리스치아니는 2006년 9월에 종합격투기 선수 에반젤리스타 산투스와 결혼하여 크리스치아니 산투스로 불리었으나, 2011년 12월에 이혼 후 원래 이름인 주스티누를 다시 사용하고 있다.

## 종합격투기 전적
| 프로 종합격투기 전적 | 프로 종합격투기 전적 | 프로 종합격투기 전적 | 프로 종합격투기 전적 | 프로 종합격투기 전적 | 프로 종합격투기 전적 | 프로 종합격투기 전적 | 프로 종합격투기 전적 |
| -------------------- | -------------------- | -------------------- | -------------------- | -------------------- | -------------------- | -------------------- | -------------------- |
| 23 시합              | (T)KO                | 항복                 | 판정                 | 실격                 | 그 밖                | 비김                 | 무효                 |
| 20 승                | 17                   | 0                    | 3                    | 0                    | 0                    | 0                    | 1                    |
| 2 패                 | 1                    | 1                    | 0                    | 0                    | 0                    | 0                    | 1                    |